# Nuvole di rock
Nuvole di rock è il terzo singolo del gruppo musicale Modà, pubblicato nel 2004.

## Formazione
- Francesco "Kekko" Silvestre - voce
- Matteo "Tino" Alberti - chitarra ritmica
- Diego Arrigoni - chitarra solista
- Stefano Forcella - basso elettrico
- Manuel Signoretto - batteria
- Paolo Bovi - tastiere